# The Devil-Ship Pirates
The Devil Ship Pirates is een Britse piratenfilm uit mei 1964 van Don Sharp. Het verhaal is van Jimmy Sangster en de film werd uitgebracht door Hammer Film Productions.
De hoofdrollen zijn voor Christopher Lee en Barry Warren.

## Het verhaal
Het is 1588 als een Spaans piratenschip de Spaanse Armada ondersteunt in de oorlog met de Engelsen. Het piratenschip komt onder zware druk te staan en raakt beschadigd, waardoor het naar een dichtbijgelegen haven moet uitwijken. Het afgelegen Engelse havenplaatsje en zijn inwoners kijken angstig toe hoe de piraten onder leiding van kapitein Robeles (Christopher Lee) aan land komen en hun intrek nemen in het grootste landhuis van het dorp. Ze vertellen de dorpelingen dat ze de Engelse vloot overwonnen hebben en dat ze vanaf nu de overheersers zijn. De bevolking doet alles voor de mannen uit angst, maar krijgt na verloop van tijd argwaan of hun verhaal wel klopt.

## Rolverdeling
| Acteur           | Personage  |
| ---------------- | ---------- |
| Christopher Lee  | Robeles    |
| Andrew Keir      | Tom        |
| John Cairney     | Harry      |
| Duncan Lamont    | Bosun      |
| Michael Ripper   | Pepe       |
| Ernest Clark     | Sir Basil  |
| Barry Warren     | Manuel     |
| Suzan Farmer     | Angela     |
| Natasha Pyne     | Jane       |
| Annette Whiteley | Meg        |
| Charles Houston  | Antonio    |
| Philip Latham    | Miller     |
| Harry Locke      | Bragg      |
| Leonard Fenton   | Quintana   |
| Jack Rodney      | Mandrake   |
| Barry Linehan    | Gustavo    |
| Bruce Beeby      | Pedro      |
| Michael Peake    | Grande     |
| Johnny Briggs    | Pablo      |
| Michael Newport  | Smiler     |
| Peter Howell     | vicaris    |
| June Ellis       | Mrs. Blake |